# 土肥ポン太
土肥 ポン太（どひ ポンた、1971年6月6日 - ）は、日本のお笑い芸人、実業家である。本名、土肥 耕平（どひ こうへい）。
大阪府大阪市生野区出身。吉本興業大阪本社所属。
株式会社ポン太青果代表取締役。妻は元吉本新喜劇座員の福田多希子。

## 略歴
吉本総合芸能学院（NSC）大阪校12期生。NSCの同期にはCOWCOW、小籔千豊、2丁拳銃などが、またNSC出身以外のほぼ同期には浜本広晃（テンダラー）、DonDokoDon、ロンドンブーツ1号2号などがいる。
1993年、NSC同期の古高義広と「スキヤキ」を結成。1995年 NSC12期生6組によるユニットフルーツ大統領を結成。吉本印天然素材に続くアイドル的なユニットとしてデビューし、書籍やCDを出版。しかし所属劇場がなく、地方周りを続けざるを得ない日々が続く。1999年、フルーツ大統領活動休止。
1999年、baseよしもとが開場。テレビ番組の初レギュラーも決まった矢先、相方の古高が「公務員になる」と言いだす。
2001年、スキヤキ解散。一時は自身も芸人を辞めようかと悩んだが、ケンドーコバヤシに説得されたこともありピン芸人、土肥耕平として活動開始。2001年、初ソロライブ。土肥ポン太に改名。木村明浩（バッファロー吾郎）が「中継先の、ポンちゃ〜ん」と呼びやすいからという理由で名つけた。baseよしもとのメンバーとして、神戸ワールド記念ホールにて6000人ライブ。
2002年、baseよしもとのメンバーとしてお笑い史上最大となる3万人ライブに出演。2003年 うめだ花月開場に伴い、baseよしもとを卒業。
2004年、かねてからアルバイトしていた八百屋から独立し、八百屋経営を開始する。2004年12月21日、Zepp Osakaで開催された「バトルオワライヤル」で優勝。2005年、『吉本超合金』（テレビ大阪）以来、テレビ出演での活躍も見られるようになる。
2006年、木村明浩に「今年はやりますよ」と宣言し、10年前のネタをやるスタンスを改め出した。しかし、上半期を過ぎた所で、ネタ帳を広げる姿が見られなくなり、司会者に「土肥さん、今日何のネタやるんですか?」と聞かれて、「いつものに決まってるやろ〜」と言う姿が目撃されている。
2007年、R-1ぐらんぷり2007で決勝に初進出し、結果は4位。2007年6月、自身のブログを設立。
2008年、R-1ぐらんぷり2008で二年連続決勝進出。エントリーナンバーが1番であり、優勝への思い入れは強かった。大トリとなる8番手でネタを披露。生放送だったため最終結果発表までのCM中に急いで着替えて舞台に戻ったが、結果は8名中7位に終わった。
2008年5月15日、ポン太青果2号店オープン。2009年8月5日、八尾市の「八尾農産物大使」に選ばれた。2014年12月21日には、ポン太青果を生野区から南港・ATCに移転オープン（2016年1月11日閉店）。
2012年2月、活動拠点を東京に移す。理由として、京橋花月の閉館に伴う劇場出番の減少、全国区になるためなどを挙げている。ただし2015年7月現在、母親と大阪で2人暮らしであることがバラエティ番組『メッセンジャーの○○は大丈夫なのか?』（毎日放送）に出演した際に流されたVTRで明らかになった。
2015年、劇団☆感情線（げきだん かんじょうせん）を旗揚げ。劇団☆新感線の弟分を勝手に名乗っているだけで、オフィシャルな分派ではない。
米・食味鑑定士の資格を取得している。

## 出演

### テレビ

#### 過去
- 吉本超合金F（テレビ大阪）不定期
- すぽーつアミーゴ!（関西テレビ）準レギュラー
- なるトモ（読売テレビ）水曜レギュラー
- 今夜はえみぃ〜GO!!（毎日放送）準レギュラー
- ちちんぷいぷい（2008年4月 - 2008年9月、毎日放送）月曜レギュラー
- せやねん!（2008年9月13日 - 2021年3月、毎日放送）第2部レギュラー
- ミルンへカモン! なんしょん?（2014年12月 - 2020年6月、岡山放送）火曜週替わりレギュラー
- よしもとサンサンTV（サンテレビ）不定期
- ナンボDEなんぼ（関西テレビ）不定期、たむらけんじとペア出演
- ほっとけ!3人組（朝日放送）準レギュラー

### ラジオ

#### 過去
- スキヤキの夕焼けワンワン（FM MOOV KOBE）

1999年ごろ17時から19時の公開生放送だった。
- こんちわコンちゃんお昼ですょ!（MBSラジオ、2012年3月まで）水曜日の中継リポーター→月曜日の夕刊紙ナビゲーターを担当
- ヨシモト*chatterbox!（2006年 - 2013年4月、YES-fm）火曜日
- オンスト（2013年4月12日 - 2017年9月29日、YES-fm） 金曜日・週替わり煌メンバーと担当

### 映画
- 岸和田少年愚連隊 血煙り純情篇 （1996年、シネマ・ドゥ・シネマ）
- 日常（2006年、エス・エス・エム）
- 日常〜恋の声〜（2007年、エス・エス・エム）
- デッド・フラワーズ（2020年、監督：島田角栄）

### CM
- リクルート フロム・エー（2001年）
- 日清食品チルド 中華風涼麺（2013年、MBSテレビ限定）

## 書籍
- フルーツ大統領の笑王国（1996年11月、マガジンハウス）ISBN 9784838708390
- baseよしもとOFFICIAL BOOK「B面」（2002年3月、ぴあ）ISBN 9784835603551
- baseよしもとOFFICIAL BOOK「B面03」（2003年7月、ぴあ）ISBN 9784835603803
- 吉本興業オフィシャルブック「うめだ花月芸人読本」（2004年8月、ぴあ）ISBN 9784835604138
- 土肥ベジ太ブル 野菜の教科書 （2014年4月、ぴあ）ISBN 9784835626413

## CD
- バイトでブギ〜ひとみちゃんのためなら〜（1996年9月30日、東芝EMI）スキヤキ名義
- 僕らのうた（1996年11月10日、WEA Japan）フルーツ大統領名義

## ビデオ、DVD
- 月刊ぎんぶい6 - 11月号（1994年、東芝EMI）
- 岸和田少年愚連隊　血煙り純情篇（1996年、吉本興業）
- baseよしもと2000大図鑑（2000年9月、ビクターエンタテインメント）
- baseよしもと2001大図鑑（2001年9月、ビクターエンタテインメント）
- baseよしもと2002大図鑑（2002年9月、ビクターエンタテインメント）
- baseよしもと2003大図鑑（2003年9月、ビクターエンタテインメント）
- うめだ花月2周年記念DVD A級保存盤（2005年12月、R and C）
- バトルオワライヤル（2005年5月25日、YOSHIMOTO WORKS）

## 単独ライブ
- 2002年07月08日 土肥塚洋介〜オンリーワンでいたい〜（baseよしもと/大阪）
- 2002年09月07日 ポンちゃ〜ん　〜コギャルはそう呼ぶ〜（baseよしもと/大阪）
- 2002年10月04日 5年前広末が好きでした…（baseよしもと/大阪）
- 2002年11月08日 DOHI SMILE 02（baseよしもと/大阪）
- 2003年02月21日 ジュリアナナイト〜遂に帰ってきたbase rave状態〜（baseよしもと/大阪）
- 2003年03月21日 ドッヒーマウス〜はーい僕ドッヒー〜（baseよしもと/大阪）
- 2003年05月17日 4年に1度の祭典「ドヒリンピック」ついに開催！（baseよしもと/大阪）
- 2003年06月07日 千日前バナナボーイス（baseよしもと/大阪）
- 2003年10月11日 フルモデルチェンジ新型スカイドヒンGTR発表会（うめだ花月/大阪）
- 2003年12月27日 土肥原ポン太郎〜ポン次郎に捧ぐ〜（うめだ花月/大阪）
- 2004年03月20日 枕草子の弟、布団の草子（うめだ花月/大阪）
- 2006年03月25日 ポン太フー（うめだ花月/大阪）
- 2006年07月30日 ポン太ボンバー（うめだ花月/大阪）
- 2007年01月05日 新ネタライブ〜気軽な気持ちで見にきてください。〜（うめだ花月/大阪）
- 2007年03月16日 新ネタライブ〜気軽な気持ちで見にきてください。〜（うめだ花月/大阪）
- 2007年05月11日 新ネタライブ〜気軽な気持ちで見にきてください。〜（うめだ花月/大阪）
- 2007年06月30日 ネタライブ〜気軽な気持ち総集編〜（うめだ花月/大阪）
- 2007年07月20日 新ネタライブ〜気軽な気持ちで見にきてください。〜（うめだ花月/大阪）
- 2007年09月16日 新ネタライブ〜気軽な気持ちで見にきてください。〜（うめだ花月/大阪）
- 2007年11月02日 新ネタライブ〜気軽な気持ちで見にきてください。〜（うめだ花月/大阪）
- 2007年12月09日 ネタライブ〜気軽な気持ち総集編〜（うめだ花月/大阪）
- 2008年01月11日 ネタライブ〜気軽な気持ち完全版07〜（うめだ花月/大阪）
- 2008年04月19日 野菜記念日（うめだ花月/大阪）
- 2008年06月06日 新ネタライブ〜気軽な気持ちで見にきてください。〜（うめだ花月/大阪）
- 2008年08月08日 新ネタライブ〜気軽な気持ちで見にきてください。〜（うめだ花月/大阪）
- 2008年09月07日 野菜記念日〜野菜を語る60分〜（うめだ花月/大阪）
- 2008年10月01日 新ネタライブ〜気軽な気持ちで見にきてください。〜（うめだ花月/大阪）
- 2008年11月05日 新ネタライブ　気軽な気持ちで見にきてください。〜優勝したいんや!〜（ABCホール/大阪）
- 2008年12月10日 新ネタライブ　気軽な気持ちで見にきてください。〜優勝したいんや!〜（ABCホール/大阪）
- 2009年01月10日 新ネタライブ　気軽な気持ちで見にきてください。〜優勝したいんや!〜（ABCホール/大阪）
- 2009年01月29日 新ネタライブ　〜気軽な気持ちで見にきてください。〜総集編〜（ヨシモト∞ホール大阪）
- 2009年04月17日 野菜記念日〜野菜を語る60分〜（京橋花月/大阪）